# Bischdorf (Radlau)
Bischdorf, polnisch Biskupice, ist ein Dorf im Powiat Oleski der Woiwodschaft Opole in Polen. Als Schulzenamt gehört es der zweisprachigen Landgemeinde Radlau / Radłów an.

## Geografie
Das Straßendorf Bischdorf liegt im Nordosten der Woiwodschaft Opole, etwa 8 Kilometer nordöstlich der Kreisstadt Olesno (Rosenberg O.S.) und rund 45 km nordwestlich von Częstochowa (Tschenstochau) auf der Schlesischen Hochebene, in der historischen Region Oberschlesien.

## Geschichte

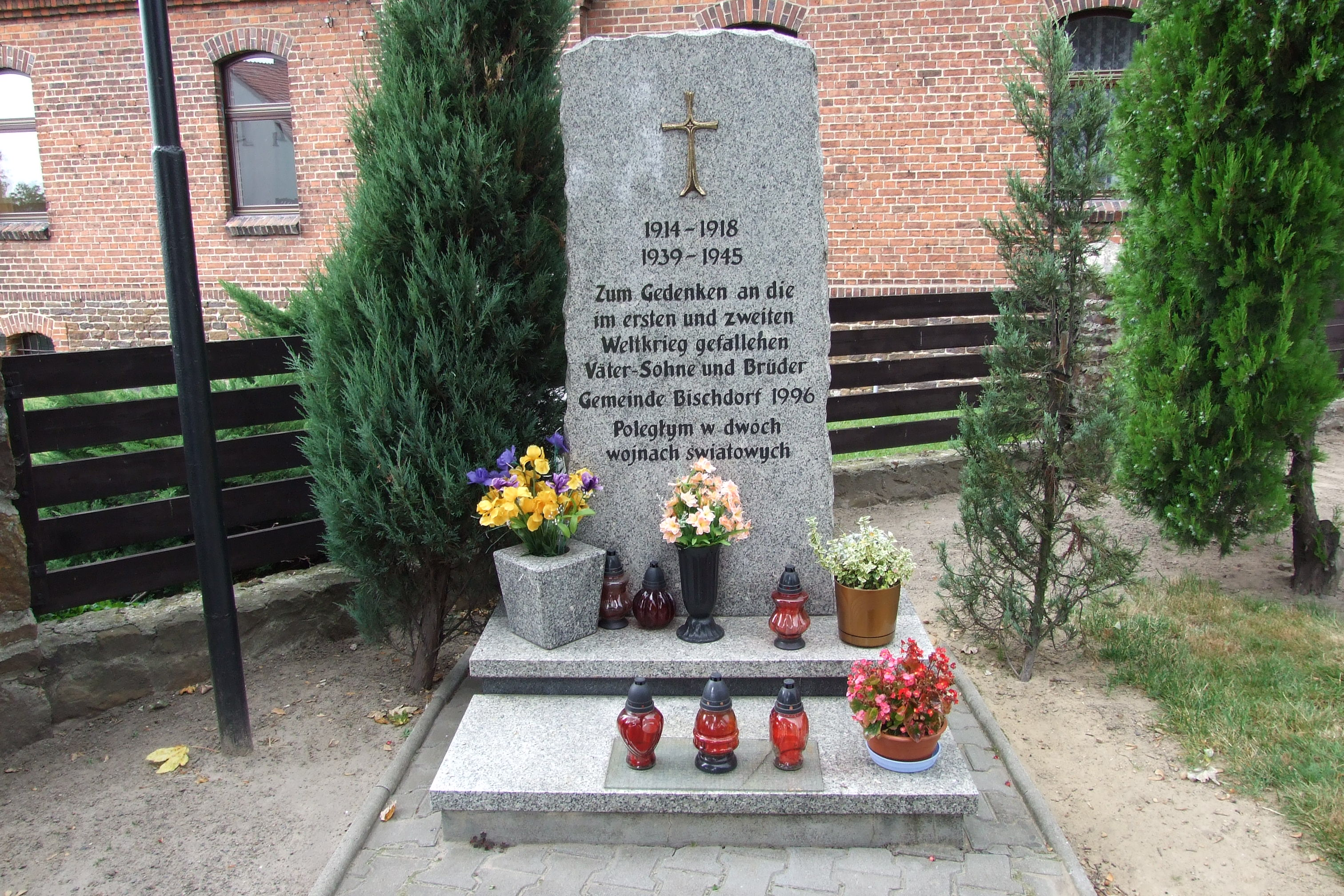
Gefallenendenkmal

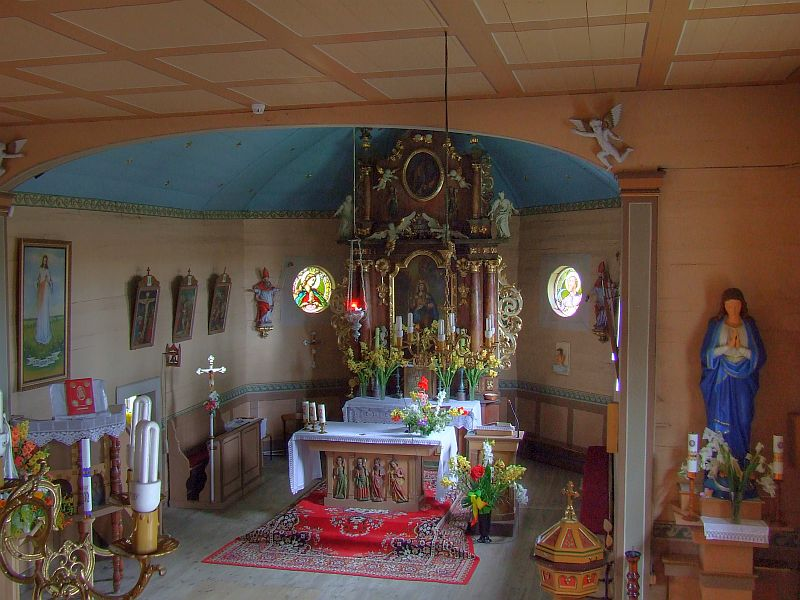
Inneres der Schrotholzkirche

Das Bestehen einer Kirche ist in Bischdorf seit dem 14. Jahrhundert nachgewiesen. Das Kirchdorf gehörte im 17. Jahrhundert zur Parochie Sternalitz, danach war es Filiale von Kostellitz. 1757 wurde schließlich eine eigene Pfarrei Bischdorf gegründet, die jedoch aufgrund von Streitigkeiten zwischen dem Pfarrer und der Bevölkerung bald darauf mit dem Interdikt belegt wurde, so dass sie bis 1896 ohne Ortspfarrer war.
Bischdorf gehörte zum Herzogtum Oppeln das von den Schlesischen Piasten regiert wurde. Nach dem Tod des Herzogs Johann II. 1532 gelangte es als Erbfürstentum an die Krone Böhmen, die seit 1526 die Habsburger innehatten. Nach dem Schlesischen Krieg 1742 fiel Bischdorf zusammen mit dem größten Teil Schlesiens an Preußen. 1787 gründete der damalige Grundherr Christian Gottlieb Graf von Jordan ein evangelisches Kirchspiel Bischdorf, das ab 1816 den Landkreis Rosenberg O.S. umfasste. Ab 1874 bildete Bischdorf den Amtsbezirk Bischdorf. Die Errichtung eines Pfarrhauses, einer evangelischen Schule und schließlich 1872 einer Konfirmandenschule machten den Ort, in dem 1872 rund 120 Evangelische wohnten, selbst zu einem kleinen Zentrum des Protestantismus im katholischen Oberschlesien. Damals gehörte das Dorf dem preußischen König, der auch das Patronat über die Kirche innehatte.
Nach dem Ersten Weltkrieg wurde 1921 in Oberschlesien eine Volksabstimmung über die weitere staatliche Zugehörigkeit abgehalten, die von gewaltsamen Auseinandersetzungen begleitet wurde. In Bischdorf wurden 260 Stimmen für den Verbleib bei Deutschland abgegeben, 246 stimmten für die Angliederung an Polen – Bischdorf verblieb in der Weimarer Republik.
Mit dem Ende des Zweiten Weltkriegs wurde Bischdorf Teil Polens und in Biskupice umbenannt. Die meisten evangelischen und einige katholische deutsche Bewohner wurden, soweit sie nicht schon vorher geflohen waren, vertrieben, doch konnte sich in der Gegend eine deutschstämmige Minderheit halten. Dem polnischen Minderheitengesetz von 2005 entsprechend wurde die Gemeinde Radlau, der Bischdorf als Schulzenamt angehört, 2006 offiziell zweisprachig und führte 2007 zweisprachige Ortsbezeichnungen ein.

### Einwohnerentwicklung
Die Einwohnerzahlen von Bischdorf nach dem jeweiligen Gebietsstand (inkl. Gutsbezirk):
| Jahr | Einwohner |
| ---- | --------- |
| 1844 | 520       |
| 1855 | 575       |
| 1861 | 595       |
| 1885 | 672       |

| Jahr | Einwohner |
| ---- | --------- |
| 1910 | 1.050     |
| 1925 | 1.010     |
| 1933 | 1.041     |
| 1939 | 1.856     |

## Sehenswürdigkeiten

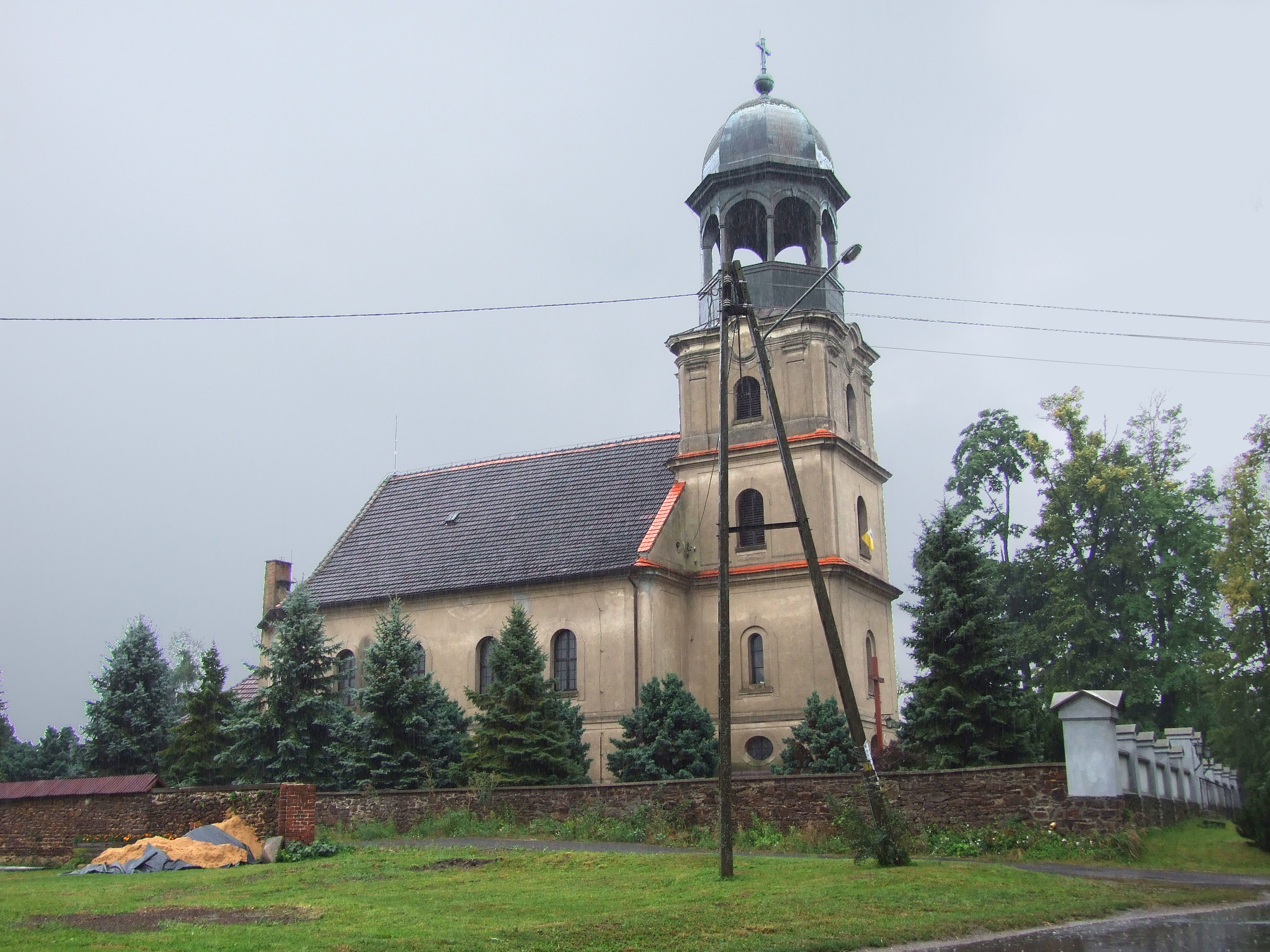
Pfarrkirche St. Hyazinth

- Die katholische Pfarrkirche St. Hyazinth (kościół św. Jacka) war bis 1946 ein evangelisches Gotteshaus. Mit dem barocken Steinbau wurde am 3. November 1784 begonnen – die Einweihung erfolgte am 3. November 1787.[5] Das Innere verfügt über eine barocke Ausstattung des 18. Jahrhunderts, bestehend aus Altar, Kanzel und Figuren der Heiligen Johannes Nepomuk und Nikolaus.[2]

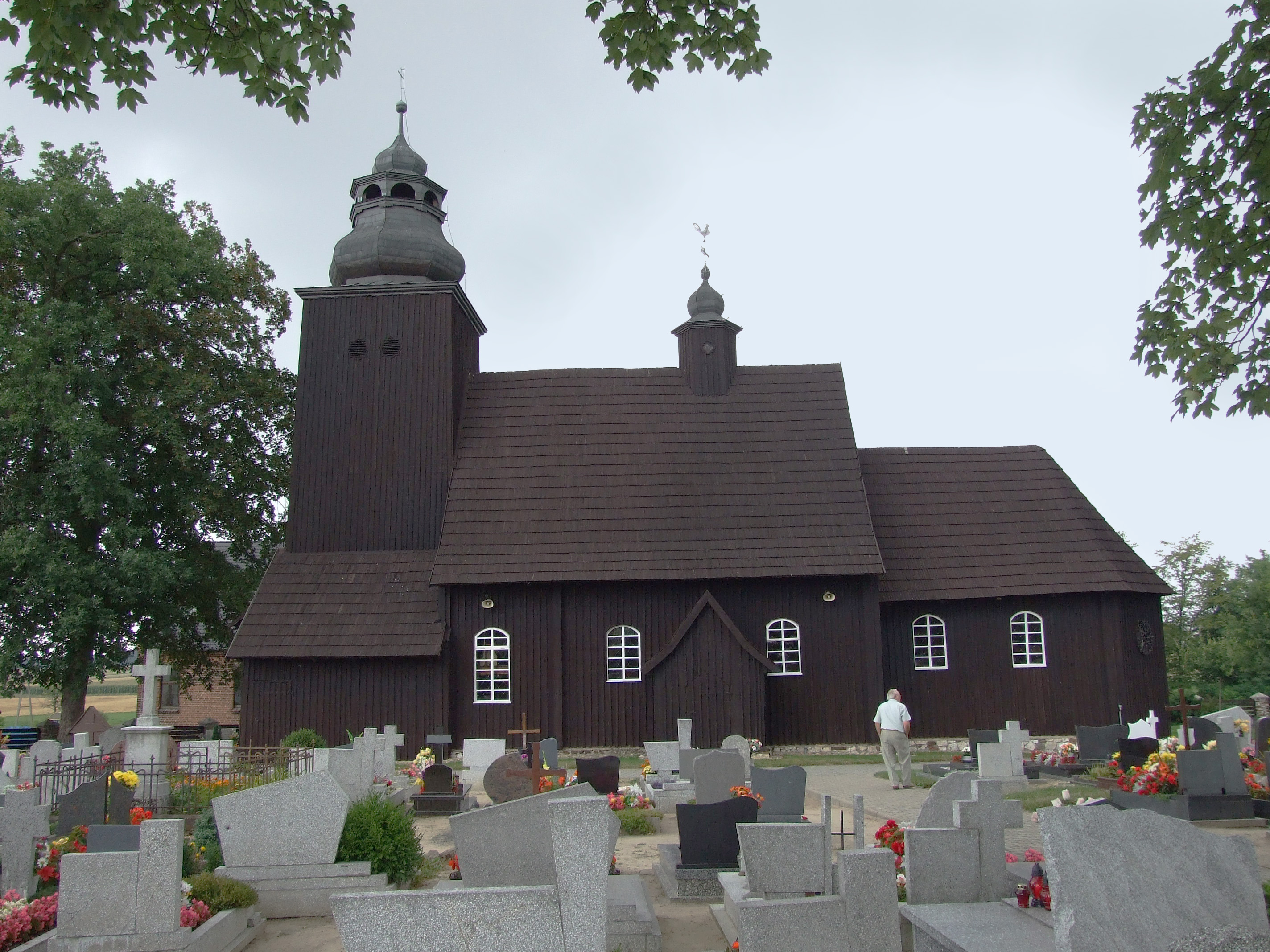
Schrotholzkirche St. Hedwig

- Die Schrotholzkirche St. Hedwig (kościół św. Jadwigi Śląskiej) war die alte Pfarrkirche Bischdorfs und ist auf dem örtlichen Friedhof gelegen. Sie wurde 1718 vom Krakauer Zimmermann Jan Mixa[8] anstelle eines Vorgängerbaus aus dem 14. Jahrhundert errichtet.[2] An den Frontturm, der von einem barocken Turmhelm bekrönt wird, schließt sich das Langhaus mit drei Fensterachsen an, auf dessen schindelgedecktem Dach ein ebenfalls barocker Dachreiter ruht. Den niedrigeren, dreiseitig geschlossenen Chor gliedern zwei Fensterachsen. Das Innere ziert ein barocker Hochaltar von 1734. Die Kirche ist eine Station des Kulturwegs der hölzernen Sakralarchitektur (Szlak Drewnianego Budownictwa Sakralnego).
- Um die Mitte des 18. Jahrhunderts wurde auch die barocke Bebauung des örtlichen Guts errichtet und ist von einem Park mit Lindenallee umgeben.[2]

## Söhne und Töchter des Ortes
- Helene Voigt (1857–1924), Schriftstellerin
- Elard von Löwenstern (1886–1945), General